# 东黑沃
东黑沃（德語：Osterhever）是德国石勒苏益格－荷尔斯泰因州的一个市镇。总面积18.46平方公里，总人口241人，其中男性115人，女性126人（2011年12月31日），人口密度13人/平方公里。